# Desmodium arizonicum
Desmodium arizonicum är en ärtväxtart som beskrevs av Sereno Watson. Desmodium arizonicum ingår i släktet Desmodium och familjen ärtväxter. Inga underarter finns listade i Catalogue of Life.